# Verwöhnte junge Damen
Verwöhnte junge Damen (Originaltitel: Empty Hands) ist ein US-amerikanischer Abenteuerfilm aus dem Jahr 1924 von Victor Fleming mit Jack Holt und Norma Shearer in den Hauptrollen. Das Drehbuch des Stummfilms basiert auf dem Roman Empty Hands von Arthur Stringer.

## Handlung
Robert Endicott ist schockiert über das kokette Verhalten seiner Tochter Claire auf einer Party in seinem Haus und nimmt sie auf eine Reise in den kanadischen Nordwesten mit.
Dort in der Wildnis trifft Claire den attraktiven Ingenieur Grimshaw und empfindet auf Anhieb Abneigung gegen ihn. Die Gefühle scheinen auf Gegenseitigkeit zu beruhen, bis sie beinahe ihr Leben verliert, als ihr Kanu in einer tödlichen Stromschnelle stecken bleibt und Grimshaw ihr das Leben rettet. Die beiden verlaufen sich in der Wildnis, wo sich schließlich eine Romanze entwickelt. Bald nach ihrer Rückkehr in die Zivilisation beschließt Claire, ihre Gefühle zu opfern, um die Ehre Grimshaws zu bewahren. Glücklicherweise ist er nicht bereit, sie gehen zu lassen.

## Hintergrund
Laut einer Pressemitteilung vom 14. Mai 1924 war der Film der erste, bei dem Victor Fleming im Rahmen eines neuen Vertrags mit der Famous Players-Lasky Corporation Regie führte. Am 28. Mai 1924 wurde das Projekt als erste Hauptrolle für die Schauspielerin Norma Shearer bezeichnet. Am 21. Mai 1924 hieß es, die Hauptdreharbeiten hätten am 19. Mai 1924 begonnen.
Henry Hathaway war als Requisiteur tätig.
Da keine Kopien der sieben Filmrollen existieren, gilt der Film als verschollen.

## Veröffentlichung
Die Premiere des Films fand am 17. August 1924 in New York statt. Im Deutschen Reich kam er im Januar 1926 in die Kinos.

## Kritiken
Der Kritiker der The New York Times befand, dies sei ein Film, der sowohl dann amüsant sei, wenn er amüsant sein solle, als auch dann, wenn er nicht amüsant sein solle, aber niemand werde sich über Langeweile beschweren, wenn er ihn sich ansieht.

## Auszeichnungen
Norma Shearer erhielt 1924 den Photoplay Award als beste Darstellerin des Monats November.